# Conte di Cavour
Conte di Cavour – włoski pancernik typu Conte di Cavour z okresu I i II wojny światowej.

## Budowa okrętu i służba przed modernizacją
Pancernik „Conte di Cavour” powstał jako drugi z kolei włoski drednot (pierwszym był „Dante Alighieri”). Jego projektantem był kontradmirał inżynier Edoardo Masdea, który stworzył typ okrętu mającego w założeniu przeciwstawić się jednostkom najpoważniejszego konkurenta włoskiej floty w basenie Morza Śródziemnego, francuskiej Marine nationale. Ustawą z dnia 2 grudnia 1909 roku dla nowego okrętu przewidziana została nazwa, upamiętniająca włoskiego polityka z XIX wieku, Camillo Benso hrabiego di Cavour. Powszechne było jednak jej skracanie do brzmienia „Cavour”.
Stępkę pod budowę „Conte de Cavour” położono 10 sierpnia 1910 roku w Arsenale w La Spezia, wodowanie okrętu miało miejsce równo rok później. Jednak prace wykończeniowe przeciągnęły się z powodu nadmiernego obciążenia stoczni innymi pracami oraz trudności technicznych przy produkcji dział artylerii głównej i opancerzenia. Ostatecznie pancernik wszedł do służby w Regia Marina 1 kwietnia 1915 roku.
W czasie I wojny światowej okręty liniowe włoskiej marynarki wojennej nie brały udziału w dużych akcjach bojowych. Ogółem „Conte di Cavour” był użyty operacyjnie w trzech rejsach, przebywając w morzu przez 40 godzin. Poza tym przez 120 godzin pozostawał w gotowości bojowej w portach oraz spędził 966 godzin na próbach i ćwiczeniach. Przez cały okres I wojny światowej „Conte di Cavour” pełnił rolę okrętu flagowego głównodowodzącego włoskimi siłami na Adriatyku, księcia Ludwika Amadeusza Sabaudzkiego.
We wczesnych latach dwudziestolecia międzywojennego pancernik, podobnie jak bliźniaczy „Giulio Cesare”, odbywał rejsy zagraniczne w ramach tzw. noszenia bandery. Wizytował m.in. Stany Zjednoczone i Kanadę w 1919 roku, zawijając w drodze do Gibraltaru, Ponta Delgada i Fayal na Azorach. W 1922 roku pełniąc funkcję jachtu królewskiego odwiedził z Wiktorem Emanuelem miasta wybrzeża Adriatyku, zaś w 1925 roku Benito Mussolini płynął nim do Trypolisu. W sierpniu 1923 roku okręt wchodził w skład sił włoskich, które zbombardowały i przez miesiąc okupowały grecką wyspę Korfu (tzw. kryzys Korfu). 12 maja 1928 roku „Conte di Cavour” został odstawiony do rezerwy.

## Modernizacja okrętu
Przebudowa „Conte di Cavour” rozpoczęła się 12 października 1933 roku w stoczni Cantieri Riuniti dell’Adriatico (C.R.D.A.) w Trieście i trwała do 1 czerwca 1937 roku (równocześnie w stoczni Cantieri del Tirreno w Genui przeprowadzane były identyczne prace na „Giulio Cesare”). Jej celem było przystosowanie pancernika do zmienionych wymogów wojny morskiej. W trakcie modernizacji, prowadzonej według projektu generała Francesco Rotundi, zdjęto ze śródokręcia wieżę artylerii głównej, całkowicie wymieniono siłownię, w miejsce czterech wałów napędowych zainstalowano dwa z trójłopatowymi śrubami, zmieniono kształt dziobnicy wydłużając kadłub o 10,3 m oraz zastosowano nowy system ochrony części podwodnej opracowany przez gen. Umberto Pugliese. Pozostałe dziesięć armat artylerii głównej otrzymało lufy o kalibrze 320 mm o większym kącie podniesienia, dzięki czemu uzyskano poprawę donośności i zwiększenie ciężaru pocisku. Zlikwidowano dotychczasową artylerię średniego kalibru umieszczoną w kazamatach, zastępując ją 12 armatami kal. 120 mm w sześciu dwudziałowych wieżach na śródokręciu. Zainstalowano również nowoczesną artylerię przeciwlotniczą.
W efekcie modernizacji Regia Marina otrzymała szybszy okręt z uzbrojeniem o lepszych parametrach. Nie dorównywał co prawda najnowszym konstrukcjom tego okresu, ale, pomimo słabszego opancerzenia, z powodzeniem mógł rywalizować ze starszymi pancernikami francuskimi i brytyjskimi.

## Służba operacyjna od 1937 roku

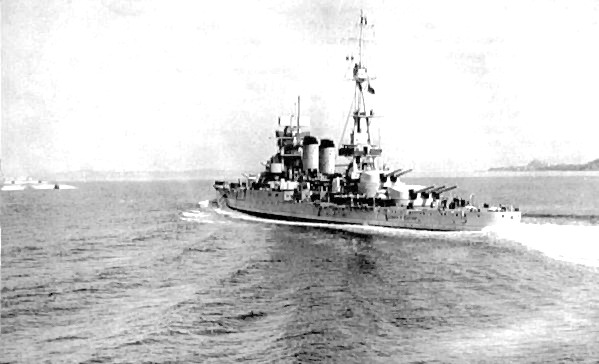
„Conte di Cavour” w 1937 roku

Po ponownym wejściu do służby oba pancerniki typu Conte di Cavour stały się najsilniejszymi okrętami włoskiej marynarki wojennej: dwie jednostki typu Caio Duilio były wówczas dopiero modyfikowane w podobny sposób, zaś nowoczesne typu Littorio wciąż pozostawały w budowie. W maju 1938 roku odbyła się na wodach Zatoki Neapolitańskiej parada floty z okazji wizyty Adolfa Hitlera. W jej trakcie król Wiktor Emanuel, Benito Mussolini i Hitler przebywali na pokładzie „Conte di Cavour”.
Po przystąpieniu Włoch do działań II wojny światowej 10 czerwca 1940 roku „Conte di Cavour” uczestniczył w pierwszej większej akcji Regia Marina przeciwko okrętom Royal Navy, jaką była bitwa koło przylądka Stilo 9 lipca 1940 roku. Kolejny raz pancernik wyszedł w morze 31 sierpnia 1940 roku jako część silnego zespołu włoskiego celem przechwycenia dwóch ugrupowań floty brytyjskiej (operacja Hats). Bezskuteczne działania włoskie trwały do 5 września. „Conte di Cavour” jeszcze dwa razy brał udział w akcjach Regia Marina, we wrześniu i październiku 1940 roku, ale obie próby wciągnięcia do walki okrętów Royal Navy były nieudane.

## Atak na Tarent i dalsze losy okrętu
W nocy z 11 na 12 listopada 1940 roku samoloty Fairey Swordfish brytyjskiego Fleet Air Arm startujące z lotniskowca HMS „Illustrious” zaatakowały w ramach operacji o kryptonimie Judgement okręty włoskie bazujące w porcie w Tarencie. Jedna z dwunastu maszyn pierwszej fali ataku, pilotowana przez kpt. Kennetha Williamsona, dowódcę 815 dywizjonu FAA (drugim członkiem załogi był por. Norman Scarlett), obrała za cel „Conte di Cavour”. Pomimo zestrzelenia samolotu przez artylerię przeciwlotniczą niszczyciela „Fulmine” zdołał on zrzucić torpedę, która wybuchła pod dnem pancernika pomiędzy drugą dziobową wieżą artyleryjską a pomostem dowodzenia. Wyrwała ona w kadłubie otwór o wymiarach 12 na 8 metrów, powodując zatonięcie okrętu na równej stępce, z wieżami i nadbudówkami wystającymi ponad wodę basenu portowego, oraz śmierć 17 członków załogi. Obaj lotnicy brytyjscy zostali wyłowieni z wody przez robotników portowych i dostali się do włoskiej niewoli.
"Conte di Cavour” został wydobyty na powierzchnię w lipcu 1941 roku i poddany prowizorycznym naprawom na miejscu, w porcie w Tarencie, po czym w grudniu przeholowano go do stoczni C.R.D.A. w Trieście dla przeprowadzenia generalnego remontu i częściowego przezbrojenia (wzmocnione miało być przede wszystkim uzbrojenie przeciwlotnicze). Od 20 listopada 1942 roku do 25 marca 1943 roku dowódcą remontowanego okrętu był kmdr Jerzy Sas Kulczycki, z pochodzenia Polak. Prace na okręcie zostały wstrzymane na początku 1943 roku ze względu na trudną sytuację materiałową i paliwową Włoch. Po ogłoszeniu 8 września 1943 roku zawieszenia broni pomiędzy Włochami a Sprzymierzonymi przebywający w stoczni pancernik został 10 września zajęty przez Niemców.
Podczas bombardowania Triestu 15 lutego 1945 roku „Conte di Cavour” odniósł poważne uszkodzenia, które spowodowały jego przewrócenie się do góry dnem i zatonięcie. Częściowo wystający z wody okręt został podniesiony z dna na przełomie 1946 i 1947 roku. Oficjalne skreślenie z listy floty nastąpiło 27 lutego 1947 roku, po czym pancernik został przeznaczony na złom i sukcesywnie demontowany do początku lat 50. XX wieku.
Tradycję nazwy okrętu podtrzymuje we współczesnej Marina Militare lotniskowiec „Cavour”, od 2009 roku okręt flagowy włoskiej marynarki wojennej.